# Usorci (Sanski Most)
Usorci falu Bosznia-Hercegovinában, a Bosznia-hercegovinai Föderáció Una-Szanai kantonjában, Sanski Most községben.

## Fekvése
Bosznia-Hercegovina északnyugati részén, Bihácstól légvonalban 63, közúton 94 km-re keletre, Sanski Most központjától légvonalban 7, közúton 13 km-re északra fekvő sík területen, a Szana-folyó jobb partján fekszik. Usorci területén ered a Bukovica-patak, mely 3,5 km megtétele után a falutól délre ömik Szanába.

## Népessége
| Nemzetiségi csoport | Népesség 1991 | Népesség 2013 |
| ------------------- | ------------- | ------------- |
| Szerb               | 610           | 0             |
| Bosnyák             | 415           | 0             |
| Horvát              | 1             | 0             |
| Jugoszláv           | 0             | 0             |
| Egyéb               | 1             | 0             |
| Összesen            | 623           | 0             |

## Története
A régészeti leletek alapján Usorci területe már az ókorban lakott volt, a Damjanovići nevű településrészen levő „Gradina” nevű lelőhelyen egy kerek alaprajzú illír tumulus maradványai találhatók.
1878-ig az Oszmán Birodalom része volt, majd a török uralom elleni felkelés után az Osztrák–Magyar Monarchia annektálta. Az első osztrák-magyar népszámlálás alkalmával 1879-ben 249 lakosa volt, mind szerbek és még 1941-ben is csak szerbek lakták. Az iskola épülete 1925-ben épült fel, de a tanítás csak 1932-ben indult meg az intézményben.
A településen az 1991-es népszámlálás adatai szerint 623-an éltek, de a mai településhatárig tartó része már akkor is lakatlan volt. A daytoni békeszerződés értelmében település a Bosznia-Hercegovinai Föderációhoz tartozott, de 1997-ben az entitások közötti demarkációs vonal kiigazításáról szóló megállapodással legnagyobb része a Boszniai Szerb Köztársaság és azon belül Oštra Luka község része lett, és csak egy nagyon kis része maradt a Föderáció, és ezzel Sanski Most község területén.

## Nevezetességei
- Gradina – illír, valószínűleg kultikus célokat szolgáló tumulus maradványai. Méretei 12x5-6 méter, a lejtő irányában 10 méter. Korát a késő bronzkorban és a vaskorban határozták meg.[5]